# Kip Justicije (Pravice)
Kip Justicije, ki ga v stalni zbirki danes hrani Pokrajinski muzej Koper, je predelana antična soha, ki je do prenove v zadnjih desetletjih 20. stoletja krasila pročelje Pretorske palače; danes je na tem mestu nekoliko spremenjena reprodukcija kipca.
V svoji osnovi je kip torzo rimskega togatusa, figura rimskega skriptorja (pisarja) v naravni velikosti, najverjetneje iz obdobja 1. stol. po Kr., ko je služil kot del monumentalnega nagrobnega spomenika. Soha je bila najdena med izkopavanji na vrtu kapucinskega samostana v času humanizma: v duhu vsesplošnega navdušenja nad antiko je bila povezana tudi z Ateno in legendo o nastanku mesta (Atena naj bi se pred Pozejdonom zatekla na nabrežino pri koprskem otoku: ko si je oddahnila, je odšla naprej, na ščitu, ki ga je pozabila, pa je nastalo mesto Koper), kar še danes odraža replika napisa, posvečenega Paladi Ateni.

Kipec je bil verjetno najden ob obnovi škofijske palače l. 1582, v času protireformacijskega škofa Giovannija Ingeneria: tedaj je v Kopru potekala radikalna duhovna obnova in zoperstavljanje vsem antičnim elementom, ki bi vodili v krivoverstvo, spričo tega pa je moral biti predrugačen tudi najdeni kipec. Nekdaj rimskemu uradniku so (najverjetneje lokalni podobarji) iz lokalnega peščenca izdelali gotsko glavo in nežnejše roke, v katere so mu posadili meč in tehtnico, tako da je zadobil žensko podobo boginje Justicije.
Justicija (Iustitia) predstavlja rimsko (a iz grške mitologije prevzeto) božjo poosebitev pravice. Navadno je upodobljena z mečem (ta predstavlja oblast, moč), tehtnico (simbolizira presojo, »tehtanje« argumentov) in prevezo čez oči (predstavlja nepristranskost, Justicija naj bi »videla« le argumente); slednje dotični kip, ki naj bi sicer simboliziral pravičnost tedanje oblasti in vez z antičnim izročilom, nima. V primerjavi z drugimi podobnimi kipi po Sloveniji (npr. Lombardijev kip Pravice na nekdanjem koprskem sramotilnem stebru, Beyerjev kip v paru Zakon in Oblast na desni strani vhoda v predsedniško palačo, reprodukcija Pravice, ki sedaj stoji na Pretorski palači) je dotični kip Justicije vizualno bolj robat, po okrasu asketski (npr. na glavi nima poveznjene krone), po velikosti pa povsem primerljiv (v višino meri 197 cm).
Kipec so po zadnji večji slogovni prenovi l. 1664 vstavili na pročelje Pretorske palače, beneškogotske stavbe mestne uprave, ki stoji na južni stranici nekdanjega trga Platea Communis, danes Titovega trga. Palača je med drugim služila kot sedež urada podestata (podestà), komunalnega uradnika, katerega pristojnosti so se (zlasti po nastopu beneške nadvlade) raztezale tudi na področje kazenskega prava.